# Dalida passionnément
Dalida passionnément è un album video postumo della cantante italo-francese Dalida, pubblicato il 19 maggio 1998 da PolyGram Video.
Il VHS, uscito in contemporanea all'album di brani remixati Le Rêve Oriental, ripropone un omaggio televisivo a Dalida creato e trasmesso all’inizio dell’anno 1998 dalla TV francese.
La pellicola contiene circa un'ora e venticinque minuti di documenti video inediti, oltre che ad alcuni brani prima d'ora mai pubblicati come Hello Dali, interpretato alla TV in duo con Petula Clark. È anche stata inserita una versione strumentale del brano Rio do Brasil, tratta dallo spettacolo televisivo Numéro un "Dalida" trasmesso il 26 aprile 1980 da TF1, nel quale Dalida balla (questa versione, nelle successive ristampe dell'album, sarà sostituita dall'originale edizione cantata).
Venne riedito in due occasioni: in un DVD pubblicato da Universal nel 2004 con una nuova copertina ed alcune tracce bonus, e in un box set con due DVD (uscito sempre nel 2004) di nome Le Coffret Passionnément - Éternelle, che include Éternelle… nella sua ristampa del 1997.

## Tracce
1. Bravo
2. Comme disait Mistinguett
3. Rio do Brasil (versione strumentale)
4. Il faut danser reggae
5. Pour vous
6. Money, money
7. À ma manière
8. Hello Dolly, hello Sally (INEDITO - In duo con Petula Clark)
9. Ensemble
10. Bambino (Guaglione)
11. Gondolier
12. Romantica
13. Love in Portofino
14. Les enfants du Pirée
15. Itsi bitsi petit bikini
16. Je suis née dans le faubourg St Denis (a.k.a Gosse de Paris)
17. La France défigurée (sketch con Thierry Le Luron)
18. La rumba de Cuba (sketch con Jacqueline Maillan)
19. Le pays du sourire (INEDITO - a.k.a Prendre le thé à deux)
20. La vie en rose
21. Alabama song
22. Quand allons-nous nous marier? (INEDITO)
23. Gigi in paradisco
24. My Fair Lady
25. Mourir sur scène
26. Lucas
27. Le temps de mon père
28. Avec le temps
29. Je suis malade
30. Laissez-moi danser
31. Paroles, paroles
32. J'attendrai
33. Gigi l'amoroso (versione in francese)
34. The Lambeth Walk (versione in inglese)
35. Il venait d'avoir 18 ans
36. Téléphonez-moi
37. Fini, la comédie
38. Que reste-t-il de nos amours?
39. Bye bye